# كيم أوتو
كيم أوتو هي مغنية ألمانية، ولدت في 25 مايو 1985 في فرانكفورت في ألمانيا.

## وصلات خارجية
- الموقع الرسمي